# Cierpisz (powiat ropczycko-sędziszowski)
Cierpisz – wieś w Polsce, położona w województwie podkarpackim, w powiecie ropczycko-sędziszowskim, w gminie Sędziszów Małopolski.
W latach 1975–1998 miejscowość należała administracyjnie do województwa rzeszowskiego.

## Geografia
Cierpisz jest najdalej na północ wysuniętą miejscowością w gminie. Od północy sąsiaduje z Przedborzem i Hutą Przedborską, leżącymi w gminie Kolbuszowa, od zachodu graniczy z Rudą, a od wschodu i południa z Czarną.
Na przepływającej przez wieś rzece Tuszymce zbudowano zaporę, dzięki czemu powstał zalew, pełen różnych gatunków ryb, gdzie również mają swoje żeremia bobry.

## Integralne części wsi
| SIMC    | Nazwa        | Rodzaj     |
| ------- | ------------ | ---------- |
| 0660618 | Na Górce     | przysiółek |
| 0660630 | Za Cegielnią | przysiółek |

## Historia
Cierpisz został lokowany na przełomie XVI i XVII wieku, na gruntach, należących uprzednio do Czarnej. W dokumentach z 1608 r. jest wzmianka o wsi Tuszymka. Owa Tuszymka to dzisiejszy Cierpisz, zwany kiedyś również Cierpcem. W XVIII wieku, razem z Czarną, Rudą, Kamionką, Iwierzycami, Witkowicami i innymi wsiami w okolicy, należał Cierpisz do uposażenia kasztelanii sandomierskiej.
W roku 1933 było we wsi 60 domów, wszystkie drewniane – 53 z nich nie miało podłóg, w 51 była tylko jedna izba, 48 było pokrytych strzechą.
W czasie II wojny światowej wieś została częściowo wysiedlona przez Niemców na potrzeby tworzonego poligonu przeznaczonego dla SS. W listopadzie 1940 roku wysiedlono część mieszkańców wsi oraz sąsiedniej Rudy, Boreczka i przysiółka Borku Wielkiego - Poręby, a także część Wolicy Ługowej, Wolicy Piaskowej oraz wsi Czarna Sędziszowska. Część mieszkańców zbiegła i ukrywała się w okolicy, a część ukryła się w piwnicach domów po kryjomu próbując uprawiać ziemię. W 1942 esesmani pod kierownictwem Scharfuhrera Bondera rozpoczęli obławę na ukrywających się mieszkańców, którym udało się przekupić SSmanów i złagodzić represje. Zastrzelony został jednak jeden z mieszkańców Jan Dzik, a Michała Saja wysłano do leżącego w okolicy Obozu Pracy Przymusowej w Pustkowie.
Po wojnie, na parceli ofiarowanej przez Antoniego Dzika i Marię Sitko, wybudowano szkołę. Nową, murowaną, budowano od 1961 roku. Obecnie szkoła stanowi Oddział Zamiejscowy Szkoły Podstawowej w Czarnej Sędziszowskiej.